# Vladimir Michajlovič Mjasiščev
Vladimir Michajlovič Mjasiščev, traslitterato anche come Vladimir Mikhaylovich Myasishchev o Myasischev (in russo Влади́мир Миха́йлович Мяси́щев?; Efremov, 28 settembre 1902, 15 settembre del calendario giuliano – Mosca, 14 ottobre 1978), è stato un ingegnere aeronautico sovietico.
Fu un importante progettista aeronautico, fondatore e capo dell''ufficio tecnico omonimo, maggior generale ingegnere nel 1944, eroe del lavoro socialista nel 1957, dottore in scienze tecniche nel 1959.